# Leptospermum petraeum
Leptospermum petraeum är en myrtenväxtart som beskrevs av Joy Thomps.. Leptospermum petraeum ingår i släktet Leptospermum och familjen myrtenväxter. Inga underarter finns listade i Catalogue of Life.